# Híres nyitraiak listája
Nyitrán született, vagy a városhoz másképp kötődő neves személyek.

## Nyitrai egyházi személyek
- Nyitrai püspökök listája
- Kategória:Nyitrai püspökök
- Kategória:Nyitrai kanonokok
- Itt született 1750-ben Borsiczky Adalbert nyitrai kanonok.
- Itt élt és tanított Csősz Mihály Imre (1838-1916) piarista tanár.
- Itt született 1851-ben Zongor József katolikus lelkész, nyitrai főgimnáziumi tanár, nyitrai plébános, alesperes, szentszéki ülnök.
- Itt élt és tanított Cserhelyi Sándor (1868-1940) piarista tanár, igazgató, tartományi főnök.
- Itt szolgált Sedivy László nyitrai református lelkész, embermentő.
- Itt szolgált Draveczky Ferenc nyitrai főesperes, esztergomi prépost-kanonok.
- Itt szolgált Révay János Antal nyitrai nagyprépost, szepesi püspök, valóságos belső titkos tanácsos, Turóc vármegye örökös főispánja.
- Köröskényen szolgált Tarnóczy Mátyás (1605 körül–1655) nyitrai őrkanonok, esztergomi kanonok, zalavári apát, csanádi püspök, váci püspök, csanádi prépost.
- Itt szolgált mint a vár kormányzója Zongor Zsigmond (1580 körül–1657) nyitrai és esztergomi kanonok, ludányi apát, a fellebbezési törvényszék bírája, 1644-től csanádi püspök, 1648-tól nagyváradi püspök, 1655-től haláláig váci püspök.
- Itt hunyt el Beznák Mihály (1702-1774) nyitrai kanonok, választott püspök.
- Itt hunyt el Vurum József (1763-1838) székesfehérvári, váradi, majd nyitrai püspök.
- Itt hunyt el Biringer Ádám (1839-1905) nyitra-alsóvárosi plébános, esperes.

## Nyitrai hivatalnok személyek
- Nyitra vármegye főispánjainak listája
- Kategória:Nyitra vármegye főispánjai
- Kategória:Nyitra vármegye alispánjai
- Itt szolgált Vazul magyar herceg.
- Itt szolgált Álmos herceg magyar királyi herceg.
- Itt szolgált Szent Beszteréd (?–1046) nyitrai püspök.
- Itt szolgált Zongor Zsigmond (1580 körül–1657) nyitrai és esztergomi kanonok, ludányi apát, 1644-től csanádi püspök, 1648-tól nagyváradi püspök, 1655-től haláláig váci püspök.
- Itt szolgált Johann Ignaz Arnezhover (1640-1679) plébános.[1]
- Itt szolgált Kereskényi János (1640-1710) érsekújvári fővajda és városbíró.
- Itt szolgált Kubinyi Zsigmond (1820-1880) ügyvéd, Nyitra vármegye tiszti főügyésze, alispánja.
- Itt szolgált Abaffy Lipót (1827-1883) evangélikus lelkész, szlovák író, alszolgabíró.
- Itt élt és dolgozott Horányi Elek (1736-1809) irodalomtörténész, tudománytörténész, piarista tanár.
- Itt szolgált Virághalmi Ferenc (1826–1875) író, műfordító, honvédszázados.
- Itt szolgált Horánszky Adolf (1838-1902) táblabíró.
- Itt szolgált Libertiny Gusztáv (1839-1914) királyi tanácsos, tanfelügyelő.
- Itt élt és dolgozott Ronchetti József (1839-1904) nyitrai tűzoltóparancsnok, kerületi tűzfelügyelő, kéményseprő, városi képviselő, hegybíró.
- Itt élt és dolgozott Bangha Sándor József (1841-1934) jogász, tisztifőügyész, lapkiadó.
- Itt dolgozott Pongrácz Kálmán (1844-1917) nyitrai királyi közjegyző, magyar királyi udvari tanácsos.
- Itt élt rövid ideig Pachinger Alajos (1846-1913) piarista szerzetes, tanár, zoológus, gyorsíró.
- Itt dolgozott Kenézy Csatár (1848-1912) magyar újságíró, lapszerkesztő, költő, pénzügyigazgató, színész.
- Itt dolgozott Orel Géza (1850-1929) pénzügyi igazgatóhelyettes, miniszteri tanácsos, költő.
- Itt dolgozott Horváth József (1852-?) királyi törvényszéki bíró.
- Itt élt és dolgozott Clair Vilmos Emil (1858-1951) magyar jogász, újságíró, párbajszakértő, az egyik legismertebb magyar párbajkódex szerzője.
- Itt élt és dolgozott Seress Imre (1860–1938) költő, író, hírlapíró és szerkesztő.
- Itt élt és dolgozott Lőrinczy György (1860-1941) író, a FMKE titkára, a Kisfaludy Társaság (1924) és Petőfi Társaság (1908) tagja.
- Itt élt és dolgozott Czobori Károly (1865-1954) zenei kultúrszervező, szakolcai és 1919-1928 között nyitrai polgármester.
- Itt élt és dolgozott Lelley Jenő (1870-1949) ügyvéd, politikus.
- Itt élt rövid ideig Porteleky László (1870-1953) magyar ügyvéd, miniszteri tanácsos, Zala vármegye kormánybiztosa, sportoló, magyar bajnok vívó és súlylökő.
- Itt szolgált Szathmáry István (1877-1944) költő, főjegyző.
- Itt szolgált Staud Gábor (1887-1967) publicista, lapszerkesztő, művelődésszervező.
- Itt élt és dolgozott Urr György (1900-1979) újságíró, bibliográfus.
- Itt élt és dolgozott Anton Točík (1918-1994) szlovák régész, a Szlovák Tudományos Akadémia Régészeti Intézetének első igazgatója.
- Itt élt és dolgozott Révész Bertalan (1935) irodalomtörténész, egyetemi docens.
- Itt él és dolgozik Peter Keresteš (1981) szlovák történész, levéltáros, levéltárigazgató.
- Itt alkotott sebesült katona korában Finta Sándor (1881–1958) szobrászművész.

Lásd még: Kategória:Nyitra vármegyei nemesi családok

## Nyitrán szolgáló katonák
- Itt szolgált Berthóti István (17. század közepe–1709) kuruc brigadéros, majd vicegenerális.
- Itt szolgált Heltai Jenő (1871-1957) Kossuth-díjas magyar író, költő, újságíró, producer, dramaturg.
- 1708-ban itt is raboskodott Maximilian Adam von Starhemberg altábornagy.

## Nyitrai sportolók
- Kategória:Nyitrai sportolók

## Nyitrán születtek
- Itt született 1626. augusztus 10-én Tarnóczy István bölcseleti és teológiai doktor, jezsuita áldozópap és tanár.
- Itt született 1664-ben Szörény Sándor bölcseleti és teológiai doktor, jezsuita tanár.
- Itt született 1671. június 23-án Rajcsányi János teológus, jezsuita tanár.
- Itt született 1698-ban Orlits Dániel piarista tanár, igazgató.
- Itt született 1711-ben Horváth Mihály piarista tanár, egyházjogász.
- Nagyemőkén született 1737-ben Csánky Gábor piarista tanár.
- Itt született 1778-ban Haskó László piarista tanár.
- Nagyemőkén született 1785-ben Drnovszky Ferenc katolikus pap.
- Itt született 1805-ben Dessauer Gábriel rabbi.
- Alsóköröskényben született 1811-ben Markhot János királyi tanácsos, vármegyei alispán és országgyűlési képviselő.
- Alsóköröskényben született 1813-ban Markhot Imre ügyvéd és Nyitra vármegyei aljegyző.
- Itt született 1813-ban Kapronczay Ede piarista házfőnök és gimnáziumi igazgató-tanár.
- Itt született 1814. november 4-én Erdősi Imre piarista szerzetes, tábori lelkész.
- Itt született 1817-ben Chorényi József plébános, nyitrai kanonok, tanár.
- Itt született 1818-ban Nagy József orvosdoktor és szülészmester, megyei főorvos, királyi tanácsos, az MTA levelező tagja.
- Nagyemőkén született 1820-ban Klezsó József a központi papnevelő tanulmányi felügyelője.
- Párutcán született 1823-ban Schlesinger Lipót 48-as honvédhadnagy.[2]
- Nagyemőkén született 1826-ban Prileszky Tádé országgyűlési képviselő.[3]
- Itt született 1830-ban Munk Adolf magyarországi zsidó kereskedő, hittudós, szépíró.
- Itt született 1832-ben Dessauer Gyula teológiai író, rabbi.
- Itt született 1833-ban Ormay Ferenc operaénekes (bariton), műfordító.
- Itt született 1835-ben Weisz Kálmán sátoraljaújhelyi főrabbi, talmudtudós.
- Itt született 1840-ben Hetényi Antónia színésznő.
- Alsóköröskényben született 1843-ban Knapp József Ármin botanikus.
- Alsóköröskényben született 1843-ban Thuróczy Vilmos főispán.
- Itt született 1844-ben Huszár István nyomdász.
- Itt született 1846-ban Lithvay Viktória költőnő.[4]
- Itt született 1848-ban Crausz István 1910-1917 között Nyitra vármegye főispánja, kormánybiztos, országgyűlési képviselő.
- Itt született 1848-ban Latkóczy Imre államtitkár, országgyűlési képviselő, a közigazgatási bíróság másodelnöke.
- Nagyemőkén született 1849. november 17-én Jeszenszky Alajos kanonok, címzetes apát, vikárius és numizmatikus.[5]
- Itt született 1850-ben Csarada János jogtudós.
- Alsóköröskényben született 1850-ben Thuróczy Károly orvos, szakíró.
- Itt született 1851-ben Stefan Schwartz osztrák szobrász, vésnök, éremművész.[6]
- Itt született 1851-ben Szmida Viktor katolikus lelkész.
- Itt született 1853-ban Szmida Lajos magyar királyi számvizsgáló a budapesti magyar királyi pénzügyigazgatóságnál.
- Itt született 1855-ben Komárik István jezsuita történetíró, tanár, cenzor.
- Nagyemőkén született 1857-ben Markhot Gyula politikus, Nyitra vármegye főispánja.
- Itt született 1857-ben Latkóczy Mihály középiskolai tanár.
- Itt született 1857-ben Emil Schnizer osztrák építész.[7]
- Itt született 1858. március 19-én Tagányi Károly levéltáros, történész, etnográfus.
- Itt született 1858-ban Szabó Albert, a magyar kultúra mecénása.
- Itt született 1858. október 10-én Prohászka Ottokár székesfehérvári püspök, a Keresztény Nemzeti Egyesülés Pártjának elnöke, a magyar keresztényszocializmus vezető alakja.
- Itt született 1860-ban Kovách Aladár levéltáros, etnográfus, múzeumigazgató.
- Itt született 1862-ben Dedek Crescens Lajos pap, prépost-kanonok, történetíró, egyháztörténész, az MTA levelező tagja.
- Itt született 1862-ben Kostyál Zsigmond, a közös állami számvevőszék alelnöke, udvari tanácsos, udvari titkár, a Lipót-rend lovagja.
- Itt született 1862-ben Vorhand Mózes (1862-1944) főrabbi.
- Itt született 1864-ben Szmida Kálmán esperes, prépost, tanfelügyelő.
- Itt született 1866-ban Csernyánszky Aladár ügyvéd, kúriai bíró.
- Itt született 1867-ben Krausz Jakab újságíró.[8]
- Itt született 1867-ben Laszky Béla zeneszerző.[9]
- Itt született 1868-ban Stein Fülöp zsidó származású magyar orvos, az alkoholizmus elleni küzdelem egyik korai alakja.
- Itt született 1869-ben Dambrovszky Imre pap, egyetemi tanár.
- Itt született 1871-ben Juhari Károly (1871-1922) nyitrai templomfestő, kőfaragóműhely tulajdonos.
- Párutcán született 1873-ban Atovich Ferenc tanító, nyelvész, népdalgyűjtő.
- Itt született 1874. április 13-án Ragán Béla (meghalt Martonvásár, 1923. július 23.) podolini piarista-, zsolnai-, szolnoki-, budapest VII.- és V. kerületi gimnáziumi magyar és latin nyelv tanár, első világháborús népfölkelő százados.[10]
- Itt született 1874-ben Ronchetti Oszkár nyitrai háztulajdonos, tűzoltóparancsnok.
- Itt született 1875-ben Buchinger Manó író, publicista, könyvkötőmunkás, szakszervezeti vezető, szociáldemokrata politikus, országgyűlési képviselő.
- Itt született 1877-ben Bucsányi Gyula főorvos, egészségügyi tanácsos, szakíró.
- Itt született 1878-ban Wilhelm Victor Krausz festőművész.
- Itt született 1879. március 19-én Höllrigl József régész, művészettörténész.
- Itt született 1880-ban Fabricius Endre (1880-1968) magyar királyi gazdasági főtanácsos.
- Itt született 1880-ban Faith Fülöp író, lapszerkesztő.
- Itt született 1880-ban Tombor Jenő honvédelmi miniszter.
- Itt született 1882-ben Adamis Kálmán Pál nyitrai ügyvéd, író.
- Itt született 1882-ben Venczell Béla operaénekes (basszus), színész.
- Itt született 1883-ban Lósy Béla újságíró, vadászíró, helytörténész, gazdaságelemző.
- Nagyemőkén született 1885-ben Halák (Hadfi) János az 5. Radetzky huszárezred katonája, komáromi lovascsendőr.[11]
- Itt született 1886. június 27-én Horánszky Pál banktisztviselő, genealógus, tartalékos honvédszázados.
- Itt született 1886. november 16-án Bangha Béla hitszónok, politikus.
- Itt született 1887-ben Abonyi Ármin tanító.
- Itt született 1888-ban Bártfay Gyula szobrász.
- Itt született 1888-ban Gyürky Ákos ügyvéd, politikus, publicista.
- Itt született 1889-ben Aczél Benő ügyvéd, újságíró, író.
- Itt született 1889-ben Janits Dezső urológus, aranydiplomás sebész-főorvos.
- Itt született 1891-ben Enhoff István nyitrai és pőstyéni templom- és szobafestőmester, restaurátor.
- Itt született 1891-ben Látecska Ede Endre bencés tanár, plébános.
- Itt született 1893-ban Szondi Lipót magyar pszichiáter.
- Itt született 1894-ben Kaszala Károly az Osztrák–Magyar Monarchia 8 igazolt légi győzelmet elérő pilótája volt az első világháborúban, sportpilóta.
- Itt született 1895-ben Verő Géza földbirtokos, sportoló, költő, rendező.
- Itt született 1897-ben Stitz János magyar vegyészmérnök, méhész, országgyűlési képviselő.
- Itt született 1901-ben Dallos István író, újságíró, emlékiratíró, néprajzi szakíró, szerkesztő.
- Itt született 1901-ben Tóth Géza meteorológus, geofizikus.
- Itt született 1902-ben Kajmó József magyar katolikus pap, gimnáziumi tanár.
- Itt született 1903-ban Halmai János gyógyszerkémikus, egyetemi tanár.
- Felsőköröskényben született 1903-ban Marcel Horniak disszidens, szaleziánus pap.
- Itt született 1906-ban Szlamka Lajos illusztrátor, akadémiai festőművész.
- Itt született 1907-ben Massányi Ödön festő, könyvillusztrátor.
- Itt született 1907-ben Terebessy János publicista, a Sarló mozgalom tagja.
- Itt született 1909-ben Lelley János mezőgazdasági mérnök, növénynemesítő.
- Itt született 1911. november 29-én Déry Sári színművésznő, a kommunizmus áldozata Baás Klára néven.
- Itt született 1911-ben Rajna Béla magyar újságíró.
- Itt született 1913-ban Palotás Zoltán jogász, közigazgatás- és közlekedéstörténész.
- Alsóköröskényben született 1913-ban Jozef Uhrín szlovák pap, teológus, főiskolai oktató, szerkesztő.
- Itt született 1925-ben Mák Magda táncosnő, balettmester, pedagógus.
- Itt született 1929-ben Anton Lehmden osztrák festő, grafikus, nyomdász.
- Itt született 1938-ban Balogh Elemér magyar író, újságíró, dramaturg.
- Itt született 1938-ban Ivan Kamenec szlovák történész.
- Itt született 1941-ben Karol Pieta szlovák régész.
- Nyitra-Tormoson született 1941-ben Imrich Točka professzor, numizmatikus, kampanológus.
- Itt született 1947-ben Ivan Hudec szlovák író, drámaíró, miniszter.
- Itt született 1951-ben Ján Baláž szlovák énekes, gitáros és dalszerző. Az Elán együttes tagja.
- Itt született 1982-ben Bödör Csaba molekuláris biológus.
- Itt született 1983-ban Matej Tóth olimpiai és világbajnok szlovák távgyalogló.
- Itt született 1986-ban Borbély Alexandra Jászai Mari-díjas szlovákiai magyar színésznő.

## Itt hunytak el
- Itt hunyt el 1095. július 29-én I. (Szent) László Árpád-házi magyar király (1077–1095).[12]
- Itt hunyt el 1708. május 27-én egy kurucok közti csetepaté megszüntetése közben Esze Tamás kuruc brigadéros.
- Itt hunyt el 1722-ben Spátay Gábor kanonok, választott püspök.
- Itt hunyt el 1747-ben Cörver Elek (1714-1747) piarista tanár.
- Itt hunyt el 1757-ben Nemcsényi Adolf (1702-1757) piarista tanár.
- Itt hunyt el 1785-ben Conradi Norbert (1718-1785) piarista tanár, rendtartományi főnök, költő.
- Itt hunyt el 1800-ban Bulla Ede (1740-1800) piarista tanár.
- Itt hunyt el 1816-ban Jozef Nejedlý (1737-1816) nyitrai nagyprépost.
- Itt hunyt el 1821-ben Géczi András (1756-1821) piarista tanár.
- Itt hunyt el 1841-ben Kossovich Károly (1803-1841) magyar publicista, jogtudományi író, a Magyar Tudományos Akadémia tagja.
- Itt hunyt el 1846-ban Hábel Xavér Ferenc (1760-1846) választott dulmi püspök, apát és nyitrai nagyprépost.
- Itt hunyt el 1854-ben Baneth Ezekiel (1773-1854) rabbi.
- Itt hunyt el 1854-ben Klacskó Tódor Márton (1777-1854) piarista tanár.
- Itt hunyt el 1863-ban Láng Adolf Ferenc (1795–1863) botanikus, zoológus, gyógyszerész, az MTA tagja, aki 1832 óta élt a városban.
- Itt hunyt el 1863-ban Tvrdy György (1780-1863) szlovák nyitrai kanonok.
- Itt hunyt el 1875-ben Balázsovits Odoricus (1810-1875) ferences rendi szerzetes.
- Itt hunyt el 1877-ben Szental György ügyvéd, író, országgyűlési képviselő.
- Itt hunyt el 1881-ben Dualszky János kanonok és címzetes apát, helytörténetíró.
- Itt hunyt el 1881-ben Ocskay Ignác (1786-1881) Nyitra vármegye alispánja, majd országgyűlési követe, királyi tanácsos, a verebélyi szék utolsó nádora.
- Felsőköröskényben hunyt el 1883-ban Egry Antal mezőgazdász, gyümölcskertész.
- Itt hunyt el 1881-ben Tagányi Imre levéltáros.
- Itt hunyt el 1888-ban Dezső Adolf katolikus pap.
- Itt hunyt el 1888-ban Gyurikovits Mátyás (1826-1888) apát-kanonok.
- Itt hunyt el 1890-ben Krajcsik János választott püspök, nyitrai kanonok, országgyűlési képviselő, egyházjogász.
- Itt hunyt el 1892-ben Nyulassy Lajos jogász, autodidakta festőművész.
- Itt hunyt el 1894-ben Posonyi Ferenc országgyűlési követ, Csanád vármegye megyefőnöke, Makó város polgármestere.
- Itt hunyt el 1895-ben Alleker Lajos (1851-1895) tanár, író, botanikus.
- Itt hunyt el 1895-ben Kostenszky Géza (1865-1895) hírlapíró, Nyitra vármegyei aljegyző, a FEMKE titkára.
- Itt hunyt el 1898-ban Löger Gusztáv (1827-1898) fényképész, vállalkozó, etnográfus, kultúrszervező.
- Itt hunyt el 1900-ban Juhász Gyula (1842-1900) szolgabíró, Nyitra vármegye levéltárosa.
- Itt hunyt el 1910-ben Stark Samu nyitrai igazgató, tanító, városi képviselő.
- Itt hunyt el 1912-ben Kostyál Pál (1837-1912) nyitrai alispán, 1886–1898 között Nyitra polgármestere.
- Itt hunyt el 1916-ban Gyürky Géyza (1856-1916) Nyitra vármegye alispánja.
- Itt hunyt el 1917-ben Frank István (1870-1917) piarista szerzetes, a nyitrai főgimnázium igazgatója.
- Itt hunyt el 1917-ben Mihalovics Ede teológiai tanár.
- Itt hunyt el 1918-ban Romhányi János nyitra vármegyei levéltáros.
- Itt hunyt el 1920-ban Czeizel Gábor (1835-1920) duleini címzetes római katolikus püspök, nagyprépost, apát-kanonok.
- Itt hunyt el 1929-ben Váry Gellért (1843-1929) piarista szerzetes, novíciusmester, rendje generális asszisztense Rómában.
- Itt hunyt el 1931-ben Dombay Hugó ügyvéd, költő.
- Itt hunyt el 1931-ben Biringer Ferenc orvos, publicista.
- Itt hunyt el 1932-ben Lósy Géza (1844-1932) matematikus, festő, fényképész, igazgató-telekkönyvvezető, udvari főbiztos.
- Itt hunyt el 1933-ban Ferenczi József (1852-1933) piarista tanár.
- Itt hunyt el 1933-ban Franciscy Lajos (1862-1933) katolikus pap, nyitrai kanonok, csehszlovákiai magyar politikus.
- Itt hunyt el 1937-ben Partos Sándor nyitrai belgyógyász, egyetemi tanársegéd.
- Itt hunyt el 1939-ben Mészáros Elemér József (1897-1939) akademikus szobrász, grafikus, metsző, aranyműves és ötvös.
- Itt hunyt el 1944-ben Sedivy László (1870-1944) nyitrai református lelkész, embermentő.
- Itt hunyt el 1952-ben Matej Miškóci (1886-1952) szlovák pedagógus, iskolafelügyelő.
- Itt hunyt el 1965-ben Ján Valašťan Dolinský (1892-1965) szlovák zeneszerző, népzenegyűjtő, tanár, újságíró, eszperantista.
- Itt hunyt el 1967-ben Kubicza István püspöki jegyző, levéltáros, titkár, püspöki hivatali igazgató, pápai káplán, nyitrai kanonok, főesperes.
- Itt hunyt el 1970-ben Köves János válogatott labdarúgó, csatár, műszerész-segéd.
- Itt hunyt el 1972-ben Onódi János Zoltán pedagógus, dékánhelyettes, főiskolai oktató, lapszerkesztő, reformkommunista.
- Itt hunyt el 1974-ben Frideczky Ákos mezőgazdász, főiskolai tanár, szakíró, fordító.
- Itt hunyt el 1981-ben Hevessy Sári tanítónő, költő, pedagógiai szakíró, főiskolai oktató.
- Itt hunyt el 1982-ben Jozef Bača (1912-1982) római katolikus pap, esperes.
- Itt hunyt el 1982-ben Juraj Fojtík (1925-1982) szlovák történész, levéltáros.
- Itt hunyt el 1984-ben Mártonvölgyi László irodalomkritikus, helytörténész, szerkesztő.
- Itt hunyt el 1989-ben Mária Hájková (1920-1989) szlovák színésznő.
- Itt hunyt el 1990-ben Teleki Tibor (1935-1990) szlovákiai magyar nyelvész, főiskolai oktató.
- Itt hunyt el 1994-ben Mikuláš Dušek (1913-1994) szlovák régész, a révkomáromi Duna Menti Múzeum II. világháború utáni első igazgatója.
- Itt hunyt el 1995. március 13-án Gergelyi Ottmár (1919-1995) szlovákiai levéltáros.
- Itt hunyt el 1997-ben Pavol Takáč helytörténész, publicista, nyitrai levéltáros.
- Itt hunyt el 2000-ben Ladislav Bánesz (1932-2000) szlovák régész.
- Itt hunyt el 2010-ben Telekiné Nagy Ilona egyetemi oktató, nyelvész.
- Itt hunyt el 2011-ben Ladislav Zrubec szlovák író, újságíró, színházi forgatókönyvíró.
- Itt hunyt el 2015-ben Vladimír Filo (1940-2015) rozsnyói püspök.
- Itt hunyt el 2017-ben Titus Kolník szlovák régész.
- Itt temették el Maróti János (1366 körül – 1434) macsói bánt.

## Itt tanultak, oktattak
Lásd: Nyitrai Piarista Gimnázium; Konstantin Filozófus Egyetem
- Itt tanított Bernhard Márton (1806-1870) piarista szerzetes, tanár.
- Itt tanított Cetto Benedek (1731-1799) piarista rendi iskolaigazgató.
- Itt tanított Czápay Imre (1819-1897) piarista szerzetes-tanár, igazgató.
- Itt tanított Erdélyi Lipót (1861-1943) nyitrai, majd kispesti iskolaigazgató.
- Itt tanított Galgóczy Ignác (1806-?) kegyes tanítórendi áldozópap és tanár.
- Itt tanított Halápy Konstantin (1698-1752) piarista tanár, latin költő.
- Itt tanított Lihán Paulin (1724-1803) piarista áldozópap és tanár.
- Itt tanított Malocsay Antal (1790–1859) piarista áldozópap.
- Itt tanított Orosz Zsigmond (1717–1782) piarista tartományfőnök, tanár.
- Itt tanított Rauchbauer József (1855-1934) gimnáziumi igazgató, házfőnök.
- Itt tanított Turchányi Tihamér (1874-1930) történész, gimnáziumi tanár.
- Itt tanított Zimányi Lajos (1748-1805) kegyestanítórendi pap, tanár, igazgató.
- Itt tanult Dezericzky Ince (1702-1763) piarista szerzetes, történetíró.
- Itt tanult és oktatott Tapolcsányi Gergely (1713–1773) piarista tartományfőnök.
- Itt tanult teológiát Temlényi Remig Miklós (1724-1786) piarista áldozópap és rendfőnöki segédigazgató.
- Itt tanult és oktatott Dugonics András (1740-1818) piarista szerzetes, író, egyetemi tanár.
- Itt tanult teológiát Endrődy János (1757-1824) piarista áldozópap és tanár, egyházi író és költő.
- Itt tanult és oktatott Ernszt Ernő (1759-1811) piarista rendi pap, tanár.
- Itt tanult Krobót János (1770-1833) apátkanonok, egyetemi tanár.
- Itt tanult Horhy Mihály (1780-1856) mezőgazdász.
- Itt tanult teológiát Tamásy Kol. József (1780-1858) kegyes tanítórendi áldozópap és rendfőnök.
- Itt tanult teológiát Bendik Ferenc (1785-1844) piarista szerzetestanár.
- Itt tanult Nécsey Jeromos (1788-1849) piarista pap, természetbúvár, tanár.
- Itt tanult teológiát Cservényi Alajos (1790-1853) piarista rendi tanár, költő.
- Itt tanult Durguth József (1790-1872) bölcseleti és teológiai doktor, esztergomi kanonok.
- Itt tanult teológiát Virozsil Antal (1792-1868) magyar jogtudományi író, egyetemi tanár.
- Itt tanult Podhradczky József (1795-1870) udvari kamarai számvevőtiszt, az MTA rendes tagja.
- Itt tanult teológiát Raffay Nepomuk János (1799-1873) piarista szerzetes, tanár.
- Itt tanult teológiát Vashegyi Alajos (1802-1875) kegyes tanítórendi házfőnök és igazgató.
- Itt tanult teológiát Lapónyi Alajos (1803-1849) kegyes-tanítórendi gimnáziumi igazgató.
- Itt tanult és tanított Szigly Gábor János (1803-1860) kegyes tanítórendi áldozópap és igazgató-tanár.
- Itt tanult és tanított Kucserik Sándor (1804–1895) piarista áldozópap és igazgató-tanár.
- Itt tanult Emmanuel József (1804-1890) katolikus esperes, plébános.
- Itt tanult Ujváry Mihály (1805-1889) magyar ügyvéd, nevelő, költő, budai háztulajdonos.
- Itt tanult Palotai József (1806-1867) piarista szerzetes, piarista kormányzó, egyetemi tanár és a Magyar Tudományos Akadémia rendes tagja.
- Itt tanult teológiát Szaiff János (1807–1877) piarista áldozópap, tanár, igazgató és házfőnök.
- Itt tanult Házmán Ferenc (1810-1894) jogász, reformkori politikus, az első városi tanácsnok, aki a budai tanácsteremben magyarul szólalt fel (1844), Buda és Pest egyesítésének egyik első kezdeményezője, belügyi államtitkár, a Szent Korona elrejtőinek egyike. Buda utolsó polgármestere.
- Itt tanult teológiát Hanák János (1812-1849) piarista tanár, zoológus, a Magyar Tudományos Akadémia levelező tagja.
- Itt tanult és oktatott Stech Alajos (1813-1887) magyar festő, házfőnök, pedagógus, gimnáziumi igazgató.
- Itt tanult Kelecsényi József (1815-?) közbirtokos, régiségbúvár, népdalgyűjtő.
- Itt tanult Gaál Miklós (1815-1891) piarista rendi tanár.
- Itt tanult Kubicza Pál (1816-1893) belső titkos tanácsos, Trencsén vármegye főispánja, főrendiházi tag.
- Itt tanult teológiát Cserkuthi József (Czech; 1816-1864) piarista rendi tanár.
- Itt tanult teológiát Schuster Konstantin (1817-1899) piarista szerzetes, kassai püspök, váci püspök.
- Itt tanult Frideczky Timót (1818–1899) országgyűlési képviselő, Nyitra vármegyei al-, majd főispán, aranysarkantyús vitéz.
- Itt tanult teológiát Könnye Alajos (1819-1875) piarista pap, tanár.
- Itt tanult teológiát Grossmann Alajos (1819-1887) piarista tanár, házfőnök, plébános[13]
- Itt tanult teológiát Csaplár Benedek (1821-1906) piarista tanár, irodalomtörténész, néprajzi gyűjtő, a MTA levelező tagja.
- Itt tanult Simonyi Ernő (1821-1882) országgyűlési képviselő.
- Itt tanult Kalmár Endre (1823-1910) költő, tanár, kegyes-tanítórendi tartományfőnök.
- Itt tanult Mennyey József (1823-1889) pedagógus, királyi tanácsos, megyei tanfelügyelő.
- Itt tanult Forgách Károly (1825-1911) vadgazda és vadászati szakíró, főrendiházi tag.
- Itt tanult Samassa József (1828-1912) szepesi püspök, egri érsek, bíboros, egyházi író, az MTA tagja.
- Itt tanult Szinnyei József (1830-1913) bibliográfus, könyvtáros, irodalomtörténész, lexikográfus.
- Itt tanult Mráz Ferenc (1835-1884) tanár, nyelvész.
- Itt tanult Domokos Jenő (1840-1914) középiskolai tanár.
- Itt tanult teológiát Parádi Kálmán (1842-1902) zoológus, tanár.
- Itt tanult teológiát Tóth Antal (1843-1921) kegyes-tanítórendi áldozópap és gimnáziumi tanár, népiskolai felügyelő.
- Itt tanult teológiát Szvaratkó Kálmán (1849-1890) piarista áldozópap és főgimnáziumi tanár.
- Itt tanult teológiát és tanított Cserép Sándor (1849-1905) piarista áldozópap és főgimnáziumi tanár.
- Itt tanult Schiller Henrik (1851-1924) jogi doktor, ügyvéd, újságíró.
- Itt tanult Komlóssy Ferenc (1853-1915) pozsonyi prépost, pápai prelátus, író.
- Itt tanult Kelecsényi Károly (1854-1914) jogász, jegyző, entomológus.
- Itt tanult teológiát Markos Imre (1855-?) főgimnáziumi tanár.
- Itt tanult Chorényi József (1855-1935) illavai plébános, teológiai doktor, címzetes kanonok, helytörténész.
- Itt tanult Janits Imre (1856-1933) királyi közjegyző, kormányfőtanácsos, országgyűlési képviselő.
- Itt tanult és tanított Karsay János Lázár (1856-1917) piarista tanár, rendházfőnök.
- Itt tanult Emődy József (1857-1920) gazdasági egyesületi elnök, földbirtokos, országgyűlési képviselő.
- Itt tanult Machovich Gyula (1858-1937) teológiai doktor és plébános.
- Itt tanult Pechány Adolf (1859-1942) főreáliskolai tanár, publicista, politikus, a magyarországi szlovákok kormánybiztosa.
- Itt tanult Chobot Ferenc (1860-1931) prépost-plébános.
- Itt tanult Karsay Imre (1860-1938) plébános.
- Itt tanult Matter János (1861-1903) református főgimnáziumi tanár.
- Itt tanult teológiát Varjú János (1861-1915) piarista tanár, gyorsíró.
- Itt tanult Trubinyi János (1863-1919) plébános, országgyűlési képviselő, az 1919-es vörös terror mártírja.
- Itt tanult teológiát Popini Albert (1864-1930) olasz származású magyar evangélikus főgimnáziumi tanár, irodalomtörténész, költő, műfordító.
- Itt tanult teológiát Kalcsok Leó (1865-1940 után) piarista gimnáziumi tanár, esztéta, történetíró, műfordító.
- Itt tanult teológiát Szalay Gyula (1865-1937) tanár.
- Itt tanult teológiát Rónai István (1866-1895) piarista áldozópap és tanár.
- Itt tanult teológiát Mittuch József (1867-1949) római katolikus plébános, iskolafelügyelő.
- Itt tanult Ernyey József (1869-1945) múzeumi főigazgató.
- Itt tanult Lyka Károly (1869-1965) magyar művészettörténész, kritikus, festő.
- Itt tanult Nécsey István (1870–1902) magyar festőművész, madár- és lepkeillusztrátor, amatőr entomológus, lepidopterológus.
- Itt tanult teológiát Szalay Károly (1871-1934) polgári iskolai tanár, igazgató.
- Itt tanult Kmoskó Béla (1872-1957) lévai ügyvéd.
- Itt tanult Pongrácz Károly (1872-1930) festőművész, zongoraművész.
- Itt tanult Matolay Zoltán (1873-1953) magyar filozófiai író, műfordító.
- Itt tanult Halmi Jenő (1877-1937 után) színész.
- Itt tanult Cserenyey István Antal (1878-1947) esperes, plébános, egyháztörténész.
- Itt tanult és nyugszik Petrásek Ágoston (1879-1944) csehszlovákiai politikus, római katolikus szerzetes pap.
- Itt tanult Štefan Gallo (1882-1970) pápai prelátus, embermentő, fogoly.
- Itt tanult Magyar Viktor (1886-1946) ügyvéd, politikus.
- Itt tanult Gragger Róbert (1887-1926) magyar irodalomtörténész.
- Itt tanult Véneny Lajos (1888-1975) növénynemesítő.
- Itt tanult Drexler Béla (1889-1962) hivatalnok, amatőr entomológus.
- Itt tanult Janits Dezső (1889-1963) urológus, aranydiplomás sebész-főorvos.
- Itt tanult Vajda János (1890-1982) esperes, kanonok, szentszéki ülnök.
- Itt tanult teológiát Ján Pöstényi (1891-1980) katolikus pap, pápai kamarás, újságíró, a Szent Adalbert Egylet titkára.
- Itt tanult teológiát Nécsey Ede (1892-1968) nyitrai apostoli adminisztrátor, címzetes érsek Csehszlovákiában.
- Itt tanult Deseő Dezső (1893-1967) orvos, egyetemi oktató.
- Itt tanult Valentín Beniak (1894-1973) szlovák költő és műfordító, a szlovák modernizmus egyik legjelesebb képviselője.
- Itt tanult Romhányi Árpád (1894-1987) tanár, vegyészmérnök, igazgató, cserkész.
- Itt tanult Czeizel János (1895–1983) szombathelyi fül-orr-gégész főorvos, országgyűlési képviselő.
- Itt tanult Csiffáry Jenő (1895-1967) kántortanító, iskolaigazgató, embermentő.
- Itt tanult Szemző Pál (1896–?) pozsonyi ügyvéd, jogi szakíró.
- Itt tanult Várkonyi Nándor (1896-1975) magyar író, irodalomszervező, szerkesztő, könyvtáros, irodalom- és kultúrtörténész.
- Itt tanult Forbáth Imre (Fuchs; 1898-1967) költő, író, újságíró, orvos, a csehszlovákiai magyar irodalom kimagasló alakja.
- Itt tanult Matúš Kavec (1898-1980) szlovák író.
- Itt tanult Kniezsa István (1898–1965) nyelvész, nyelvtörténész, szlavista, a MTA rendes (1947) tagja.
- Itt tanult Lágyi István (1901-1978) térképész.
- Itt tanított Štefan Rakovský (1904-1996) szlovák pedagógus, muzeológus.
- Itt tanult Štefan Králik (1909-1983) szlovák drámaíró, a Nemzet Művésze.
- Itt tanult Czigány Imre (1917-1985) gímesi plébános, meghurcolt magyar pap.
- Itt tanult Fazekas Imre (1919-2002) színművész.
- Itt tanult Ľubomír Smrčok (1919-1970) szlovák színész, rendező, író és publicista.
- Itt tanult Viola Truchlíková (1921-1973) szlovák író, költő. Gyermekeknek és fiataloknak szóló műveket írt.
- Itt tanult Ivan Kupec (1922–1997) szlovák költő, esszéíró és műfordító.
- Itt tanult Ján Haranta (1909-1983) szlovák költő és műfordító. A szlovák katolikus modernizmus képviselője.
- Itt tanult Danis Ferenc (1931) tanár, agrármérnök, helytörténész.
- Itt tanított Nagy János (1935-2021) magyar szobrász- és éremművész.
- Itt tanult Emil Kowalski (1937) svájci fizikus.
- Itt tanult Csicsay Alajos (1938) pedagógus, író, szakíró.
- Itt tanult Binder Pál (1938) zoológus.
- Itt tanult és oktatott Csuka Gyula (1940) genetikus, egyetemi oktató.
- Itt tanult Simek Viktor (1941) festőművész, karnagy.
- Itt tanult Stirber Lajos (1942) zenepedagógus, karvezető.
- Itt tanult Varga Sándor (1942) történész, levéltáros, politikus.
- Itt tanult Bárczi István (1943-2012) költő.
- Itt tanult Batta György (1943) felvidéki magyar költő, író, műfordító, újságíró, publicista, színműíró.
- Itt tanult Szanyi Mária (1945) néprajzkutató, pedagógus.
- Itt tanult Strba Sándor (1946) tanár, helytörténész.
- Itt tanult Bodnár Gyula (1948) újságíró, szerkesztő.
- Itt tanult Stubendek István (1948) zenetanár, karnagy.
- Itt tanult Pastorális Gábor (1951) lepkész.
- Itt tanult Alexander Reško (1951) szlovákiai történész.
- Itt tanult Jozef Dukes (1952) újságíró, vállalkozó.
- Itt tanult Lakner Zoltán (1952) szociológus.
- Itt tanult Zsákovics László (1952) zenetanár, hangstúdió-vezető, zenész, zeneszerző, előadóművész.
- Itt tanult Miroslav Jureňa (1954) szlovák politikus, mezőgazdasági miniszter.
- Itt tanult Ambrus Ferenc (1959) helytörténeti kutató, kultúraszervező, önkormányzati képviselő, lap- és könyvkiadó.
- Itt tanult Nagy Iván (1961) népzenegyűjtő, múzeumigazgató.
- Itt tanult Agócs Béla (1962–2001) pedagógus.
- Itt tanult Jókai Tibor (1967–2018) pedagógus, a SzMPSz elnöke.
- Itt tanult Varga Norbert (1968) közművelődési szakember, folklórkutató
- Itt tanult Z. Németh István (1969) költő.
- Itt tanult Gecse Annabella (1972) néprajzkutató, muzeológus.
- Itt tanult teológiát Peter Beňo (1972) domonkos-rendi szerzetes, a Nyitrai egyházmegye segédpüspöke.
- Itt tanult Török Tamás (1976) nyelvész.
- Itt tanult és oktat Komzsík Attila (1974) matematikus, dékán.
- Itt tanult és oktat Benyovszky Krisztián (1975) irodalomtörténész, irodalomkutató, egyetemi tanár.
- Itt tanult Marek Sobola (1981) tájépítész, történész és címertankutató.f
- Itt oktatott Zsidanics István János (1671-1736) a magyaróvári harmincadhivatal vezetője, Moson vármegye főadószedője, a magyaróvári piarista gimnázium alapítója.
- Itt oktatott Gond Ignác (1841-1910) római katolikus plébános, 1885-1910 között Stomfa plébánosa, amatőr régész, műgyűjtő.
- Itt oktatott Gisser Gyula (1843-1929) testnevelő tanár, uszodatulajdonos, "a nyitrai sport atyja".
- Itt oktatott Budaváry József (1844–1905) piarista pap, egyházi író, költő, szerkesztő, műfordító, tanár.
- Itt oktatott Horvát Sándor (1844-1909) kegyes tanítórendi áldozópap és tanár.
- Itt oktatott Cserhalmy József (1846-1899) piarista középiskolai tanár.
- Itt oktatott Takáts Sándor (1860-1932) római katolikus pap, piarista szerzetes, tanár, művelődéstörténész.
- Itt oktatott Mátrai János (1877-1971) piarista szerzetestanár, iskolaigazgató.
- Itt tanított Mrenna József (1880-1956) gimnáziumi tanár, igazgató.
- Itt oktatott Maximilián Schurmann (1890-1960) festőművész, grafikus, oktató.
- Itt tanított Jozef Karvaš (1905-1982) szlovák tanár, helytörténeti kutató, muzeológus, levéltáros.
- Itt oktatott az egyetemen Cornides István (1920–1999) fizikus, egyetemi tanár.
- Itt oktatott Kardos István (1934-1999) szociológus, szakíró.
- Itt oktatott Ján Botík (1938) szlovák néprajzkutató, egyetemi oktató.
- Itt oktatott László Béla (1940) matematikus, egyetemi tanár.
- Itt oktatott az egyetemen Kiss Gy. Csaba (1945) Széchenyi-díjas magyar irodalomtörténész, művelődéstörténész, címzetes egyetemi tanár, az MTA doktora.
- Itt oktatott Kovács László (1946-2024) tanár, tankönyvíró, helytörténész.
- Itt oktatott az egyetemen Alabán Ferenc (1951) szlovákiai magyar irodalomtörténész, irodalomtudós, egyetemi tanár.
- Itt oktatott az egyetemen Liszka József (1956) szlovákiai magyar néprajzkutató.
- Itt oktatott az egyetemen Csanda Gábor (1963) irodalomkritikus, szerkesztő.
- Itt oktatott az egyetemen Hámori Péter (1967) társadalomtörténész, egyetemi oktató.
- Itt oktatott az egyetemen Polgár Anikó (1975) költő, műfordító, irodalomtörténész.
- Itt oktatott az egyetemen Mészáros András (1949) filozófus, egyetemi tanár.
- Itt oktatott az egyetemen Marián Zemene (1936) szlovák történész, levéltáros, oktató.
- Itt oktat Daniela Kapitáňová (1956) szlovák író, újságíró és színházi rendező.
- Itt oktat Fehér Sándor (1967) agrármérnök, helytörténész, költő, egyetemi docens.
- Itt oktat Kozmács István (1954) magyar nyelvész, finnugrista, műfordító.
- Itt oktat Miroslav Glejtek (1981) egyetemi docens, történész és címertankutató.
- Itt dolgozott Salgó-Weisz Károly (1876-?) főszerkesztő, laptulajdonos.
- Itt dolgozott Juraj Bárta (1923-2005) régész.
- Itt dolgozott Jozef Vladár (1934–2025)[14] szlovák régész, egyetemi professzor.
- Itt dolgozik Jozef Bátora (1950) szlovák régész.
- Itt dolgozik Ján Rajtár (1954) szlovák régész.
- Itt dolgozott Mezei Kálmán (1857-1928) színházi társulat-igazgató.
- Itt is dolgozott Linek Lajos (1859-1941) magyar festő, grafikus, karikaturista.
- Itt dolgozott Komoróczy Miklós Ede (1863–1925) főgimnáziumi tanár, néprajzi gyűjtő, lapszerkesztő, színész.
- Itt dolgozott Szalay Károly (1874–1926) színművész.
- Itt dolgozott Czakó Gyula (1881-1919) színész, rendező.
- Itt dolgozott Michal Slivka (1948) szlovák régész.
- Itt dolgozott Klára Kuzmová (1955-2022) régész.
- Itt dolgozott Jaroslav Nemeš (1970) szlovák történész, egyetemi oktató.
- Itt élt Mila Haugová (1942) szlovák költő és műfordító.